# Мель (приток Язьвы)
Мель — река в России, протекает в Соликамском и Красновишерском районах Пермского края. Устье реки находится в 103 км по левому берегу реки Язьва. Длина реки составляет 38 км.

## Описание
Исток реки находится на отрогах Северного Урала в урочище Фирсово Жильё в 14 км к юго-востоку от посёлка Красный Берег. Исток находится на границе Соликамского и Красновишерского районов, после короткого отрезка в верховьях, лежащего в Красновишерском районе, среднее течение река преодолевает по Соликамскому району, а в низовьях снова заходит в Красновишерский. Течёт в основном на запад и северо-запад, русло извилистое. Всё течение реки проходит по ненаселённой местности, среди холмов, поросших елово-пихтовой тайгой. Принимает большое количество мелких притоков, стекающих с этих холмов. Впадает в Язьву чуть ниже посёлка Красный Берег. Ширина реки у устья — 10-15 метров, скорость течения 0,6 м/с.

## Притоки (км от устья)
- река Рассольная (пр)
- река Мостовая (лв)
- 12 км: река Якушайка (лв)
- река Мутыйка (пр)
- река Вийжа (пр)
- река Плачешная (лв)
- река Абия (лв)
- 26 км: река Пудьва (пр)
- река Верхняя Речка (лв)
- 28 км: река Вырья (лв)
- река Долгая (пр)
- река Южная Мель (лв)
- река Геннадиева Речка (пр)

## Данные водного реестра
По данным государственного водного реестра России относится к Камскому бассейновому округу, водохозяйственный участок реки — Кама от водомерного поста у села Бондюг до города Березники, речной подбассейн реки — бассейны притоков Камы до впадения Белой. Речной бассейн реки — Кама.
По данным геоинформационной системы водохозяйственного районирования территории РФ, подготовленной Федеральным агентством водных ресурсов:
- Код водного объекта в государственном водном реестре — 10010100212111100005195
- Код по гидрологической изученности (ГИ) — 111100519
- Код бассейна — 10.01.01.002
- Номер тома по ГИ — 11
- Выпуск по ГИ — 1